# Cyphomyia varipes
Cyphomyia varipes är en tvåvingeart som beskrevs av Gerstaecker 1857. Cyphomyia varipes ingår i släktet Cyphomyia och familjen vapenflugor. Inga underarter finns listade i Catalogue of Life.